# Raión de Garadok
Garadok (en bielorruso: Гарадоцкі раён) es un raión o distrito de Bielorrusia, en la provincia (óblast) de Minsk. 
Comprende una superficie de 2980 km².
El centro administrativo es la ciudad de Garadok.

## Demografía
Según estimación 2010 contaba con una población total de 26760 habitantes.

## Subdivisiones
Comprende la ciudad subdistrital de Garadok, el asentamiento de tipo urbano de Yeziaryshcha y los siguientes selsoviets:
- Bychyja
- Prudniki
- Viraulia
- Daugapole
- Miazhá
- Palminka
- Varji
- Rudnia
- Dubrava